# Lisandro Alonso
Lisandro Alonso (Buenos Aires, 2 giugno 1975) è un regista e sceneggiatore argentino.

## Filmografia
- Dos en la vereda – cortometraggio (1995)
- La libertad (2001)
- Los muertos (2004)
- Fantasma (2006)
- Liverpool (2008)[1]
- Lechuza – cortometraggio (2009)
- Sin título (Carta para Serra) – cortometraggio (2011)
- Jauja (2014)
- Eureka (2023)
- Queer (2024) – attore